# Saint-Victor-de-Cessieu
Saint-Victor-de-Cessieu ist eine französische Gemeinde mit 2.170 Einwohnern (Stand: 1. Januar 2022) im Département Isère in der Region Auvergne-Rhône-Alpes. Saint-Victor-de-Cessieu gehört zum Arrondissement La Tour-du-Pin und zum Kanton La Tour-du-Pin.

## Geographie
Saint-Victor-de-Cessieu liegt etwa 50 Kilometer südöstlich von Lyon am Flüsschen Hien. Umgeben wird Saint-Victor-de-Cessieu von den Nachbargemeinden Cessieu im Norden, Sainte-Blandine im Osten, Torchefelon im Süden und Südosten, Succieu im Westen und Südwesten sowie Sérézin-de-la-Tour im Nordwesten.
Durch die Gemeinde führt die Autoroute A48.

## Einwohnerentwicklung
| Jahr                       | 1962 | 1968 | 1975 | 1982 | 1990 | 1999 | 2006 | 2017 |
| -------------------------- | ---- | ---- | ---- | ---- | ---- | ---- | ---- | ---- |
| Einwohner                  | 1420 | 1370 | 1362 | 1340 | 1565 | 1669 | 1971 | 2240 |
| Quellen: Cassini und INSEE |      |      |      |      |      |      |      |      |

## Sehenswürdigkeiten
- Kirche Sainte-Anne
- Château de Vallin aus dem 14. Jahrhundert